# Vononesta sexpunctata
Vononesta sexpunctata is een hooiwagen uit de familie Cosmetidae.